# 卢卡
卢卡（義大利語：Lucca）位于意大利中北部利古里亚海附近，是托斯卡纳大区的一座城市，也是卢卡省的首府。

## 地理
盧卡是位於塞爾基奧河南邊平原，屬低地，海拔不超過20米。

## 歷史
盧卡在古時是由伊特魯里亞人所建立。後來被羅馬帝國征服。在中世紀時代，盧卡是一個重要的堡壘城市，由倫巴底人統治。到了十一世紀，因為絲綢貿易，開始繁榮起來。
十九世紀初，盧卡落入在拿破崙帝國之手，其後輾轉落入托斯卡納大公國。到1861年，成為意大利國一部分。

## 景點
- 圓形競技場廣場
- 聖瑪爾定廣場
- 卢卡城墙
- 圣弗雷迪亚诺圣殿
- 盧卡總督府
- 普凡納宮
- 圭尼吉塔

## 名人
- 法蘭西斯科·吉米尼亞尼
- 路易吉·波凯利尼
- 贾科莫·普契尼
- 瑰瑪·甘甘妮
- 厄洛斯·里奇奧
- 路爵三世

## 友好城市
- 泰晤士河畔阿賓頓
- 科爾瑪
- 戈戈林
- 雄高
- 聖尼古拉
- 布宜諾斯艾利斯
- 卢卡锡库拉
- 南三藩市